# Gustav Gisevius

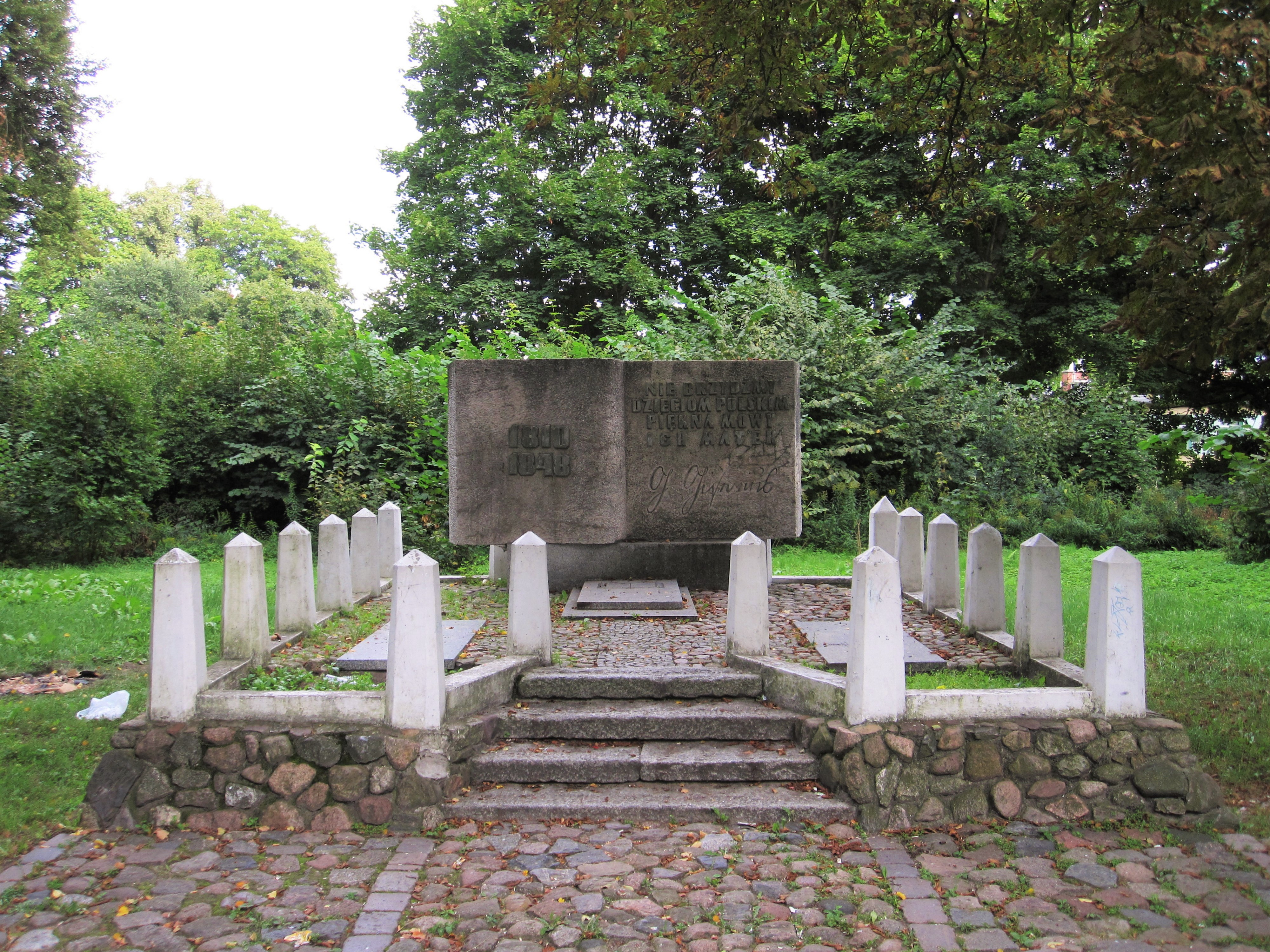
Gustaw Gizewiusz’ Ehrengrab auf dem Friedhof Polska Górka in Ostróda

Hermann Martin Gustav Gisevius, polnisch Gustaw Herman Marcin Gizewiusz (* 21. Mai 1810 in Johannisburg; † 7. Mai 1848 in Osterode in Ostpreußen) war ein deutscher Pastor und Sprachforscher in Masuren.

## Leben
Gisevius stammte aus einer alten masurischen Familie. Nach dem Abitur am Königlichen Gymnasium Lyck studierte er evangelische Theologie an der Albertus-Universität Königsberg. 1828 wurde er Mitglied des Corps Masovia. Im Jahr 1835 wurde er Pastor an der Polnischen Kirche in Osterode. Er heiratete eine Masurin und begann sich politisch zu betätigen. Wie viele evangelische Pfarrer wollte er das einmalige Erbe der Masuren bewahren: Polnische Sprache, Protestantismus und Treue zur Krone Preußen. Gisevius setzte sich dabei besonders für die Erhaltung der polnischen Sprache in Masuren ein. Mit der Przyjaciel Ludu Lecki gründete er die erste weltliche Zeitschrift Masurens. Außerdem gab er die Leipziger Jahrbücher für slawische Literatur, Kunst und Wissenschaft heraus.

## Auszeichnungen
Mit Christoph Cölestin Mrongovius wurde Gisevius postum zum „Aktivisten im Kampf für das Polentum Masurens“ erklärt. Zu Ehren von Gisevius wurde die Stadt Lötzen im ehemaligen Ostpreußen 1946 in Giżycko umbenannt.

## Werke
- Die polnische Sprachfrage in Preußen, Leipzig 1845.
- Die polnische Sprachfrage in Preussen, Neuausgabe, Instytut zachodni, Poznań 1961.